# Okayama Seagulls 2013-2014
Questa voce raccoglie le informazioni riguardanti le Okayama Seagulls nella stagione 2013-2014.

## Stagione
La stagione 2013-2014 è la quindicesima consecutiva in V.Premier League per le Okayama Seagulls. La rosa della squadra si accorcia leggermente, con tre giocatrici che lasciano la squadra, tra le quali l'ex capitano Hiroko Okano, senza alcun acquisto.
La stagione si apre con due successi consecutivi, seguiti da altrettante sconfitte, prima di centrare altre tre vittorie in fila, che consentono alle Okayama Seagulls di chiudere il primo round con cinque successi. Nei successivi turni di regular season la squadra raccoglie sempre quattro vittorie su sette partite, che qualificano la squadra ai play-off come terza classificata con diciassette vittorie. Al girone semifinale le Okayama Seagulls centrano due vittorie, contro le Toray Arrows e le Hisamitsu Springs, ed una sconfitta, contro le Toyota Queenseis, qualificandosi come prima classificata alla finale scudetto, la prima nella storia del club, dove però arriva una sconfitta per 3-1 contro le Hisamitsu Springs.
In Coppa dell'Imperatrice la squadra fa il suo esordio al secondo turno, superando in quattro set il National Institute of Fitness and Sports, per poi sbarazzarsi nei quarti di finale delle JT Marvelous; in semifinale le Okayama Seagulls sconfiggono in cinque set le Toray Arrows, raggiungendo la prima finale Coppa dell'Imperatrice della propria storia, dove però perdono per 3-0 dalle solite Hisamitsu Springs. Al Torneo Kurowashiki invece il cammino si interrompe precocemente: dopo aver passato il girone al secondo posto, la squadra esce ai quarti di finale, dopo una battaglia di cinque set contro le Toray Arrows.
Tra le giocatrici si distingue particolarmente Haruka Miyashita, premiata come miglior spirito combattivo della V.Premier League ed inserita nel sestetto ideale del torneo, così come il capitano Mai Yamaguchi.

## Organigramma societario
Area direttiva
- Presidente: Akiyoshi Kawamoto

Area tecnica
- Allenatore: Akiyoshi Kawamoto
- Assistente allenatore: Seiko Nakata, Keisuke Yoshida, Takuro Oda, Chie Kanda

## Rosa
| N° | Nome              | Ruolo | Data di nascita  | Nazionalità sportiva |
| -- | ----------------- | ----- | ---------------- | -------------------- |
| 1  | Minami Yoshida    | S     | 27 maggio 1988   | Giappone             |
| 2  | Mai Yamaguchi     | C     | 7 marzo 1983     | Giappone             |
| 3  | Yuki Sasaki       | S     | 23 maggio 1985   | Giappone             |
| 4  | Rika Seki         | C     | 17 dicembre 1988 | Giappone             |
| 5  | Mai Fukuda        | S     | 30 gennaio 1984  | Giappone             |
| 6  | Natsumi Horiguchi | P     | 10 agosto 1991   | Giappone             |
| 7  | Moe Sasaki        | S     | 18 marzo 1992    | Giappone             |
| 8  | Aki Kawabata      | S     | 4 ottobre 1989   | Giappone             |
| 9  | Mai Takeda        | C     | 23 marzo 1994    | Giappone             |
| 11 | Megumi Kurihara   | S     | 31 luglio 1984   | Giappone             |
| 12 | Natsumi Murata    | S     | 14 maggio 1985   | Giappone             |
| 13 | Midori Kitamura   | P     | 21 gennaio 1989  | Giappone             |
| 14 | Haruka Miyashita  | P     | 1 settembre 1994 | Giappone             |
| 17 | Arisa Kobayashi   | C     | 10 gennaio 1986  | Giappone             |
| 18 | Junko Kanamori    | L     | 4 settembre 1974 | Giappone             |
| 19 | Aki Kurokawa      | S     | 15 dicembre 1992 | Giappone             |
| 20 | Aki Maruyama      | L     | 6 ottobre 1990   | Giappone             |
| 22 | Rina Urabe        | C     | 22 gennaio 1991  | Giappone             |
| 27 | Yuka Morita       | P     | 7 febbraio 1991  | Giappone             |
| 28 | Aimi Kawashima    | C     | 15 aprile 1990   | Giappone             |

## Mercato
Nessun acquisto.
| Cessioni | Cessioni      | Cessioni           | Cessioni   |
| R.       | Nome          | a                  | Modalità   |
| -------- | ------------- | ------------------ | ---------- |
| L        | Ayaka Noguchi | -                  | ritirata   |
| P        | Hiroko Okano  | -                  | ritirata   |
| S        | Mizuki Toyota | GSS Tokyo SunBeams | definitivo |

## Risultati

### V.Premier League

#### Regular season

##### 1º turno
| 1ª giornata - 30 novembre 2013 ?, ? | Okayama Seagulls  | 3 - 1 | NEC Red Rockets   | 24-26, 25-22, 25-22, 25-16        |
| 2ª giornata - 1º dicembre 2013 ?, ? | Okayama Seagulls  | 3 - 0 | Pioneer Red Wings | 25-18, 25-19, 25-20               |
| 3ª giornata - 7 dicembre 2013 ?, ?  | Hisamitsu Springs | 3 - 2 | Okayama Seagulls  | 25-21, 10-25, 25-12, 19-25, 15-11 |
| 4ª giornata - 8 dicembre 2013 ?, ?  | Toray Arrows      | 3 - 2 | Okayama Seagulls  | 20-25, 21-25, 12-25, 25-21, 17-15 |
| 5ª giornata - 21 novembre 2013 ?, ? | Okayama Seagulls  | 3 - 0 | JT Marvelous      | 25-22, 25-21, 25-19               |
| 6ª giornata - 22 dicembre 2013 ?, ? | Okayama Seagulls  | 3 - 2 | Hitachi Rivale    | 25-13, 25-27, 17-25, 25-23, 15-5  |
| 7ª giornata - 11 gennaio 2014 ?, ?  | Okayama Seagulls  | 3 - 0 | Toyota Queenseis  | 25-21, 25-14, 25-16               |

##### 2º turno
| 8ª giornata - 12 gennaio 2014 ?, ?   | Okayama Seagulls  | 3 - 0 | Hitachi Rivale    | 25-23, 25-19, 25-18        |
| 9ª giornata - 18 gennaio 2014 ?, ?   | NEC Red Rockets   | 3 - 1 | Okayama Seagulls  | 18-25, 25-19, 25-23, 25-23 |
| 10ª giornata - 19 gennaio 2014 ?, ?  | Okayama Seagulls  | 3 - 0 | JT Marvelous      | 25-21, 25-14, 28-26        |
| 11ª giornata - 25 gennaio 2014 ?, ?  | Okayama Seagulls  | 3 - 0 | Pioneer Red Wings | 25-20, 29-27, 26-24        |
| 12ª giornata - 26 gennaio 2014 ?, ?  | Toray Arrows      | 3 - 1 | Okayama Seagulls  | 25-23, 14-25, 25-21, 25-22 |
| 13ª giornata - 1º febbraio 2014 ?, ? | Hisamitsu Springs | 3 - 1 | Okayama Seagulls  | 25-18, 27-25, 20-25, 25-20 |
| 14ª giornata - 2 febbraio 2014 ?, ?  | Okayama Seagulls  | 3 - 0 | Toyota Queenseis  | 25-16, 26-24, 25-20        |

##### 3º turno
| 15ª giornata - 8 febbraio 2014 ?, ?  | JT Marvelous     | 0 - 3 | Okayama Seagulls  | 22-25, 20-25, 25-27               |
| 16ª giornata - 9 febbraio 2014 ?, ?  | Toray Arrows     | 3 - 1 | Okayama Seagulls  | 25-19, 21-25, 25-22, 26-24        |
| 17ª giornata - 15 febbraio 2014 ?, ? | Okayama Seagulls | 3 - 2 | Hitachi Rivale    | 25-19, 25-21, 18-25, 24-26, 15-13 |
| 18ª giornata - 16 febbraio 2014 ?, ? | Okayama Seagulls | 0 - 3 | Hisamitsu Springs | 18-25, 20-25, 10-25               |
| 19ª giornata - 22 febbraio 2014 ?, ? | Okayama Seagulls | 3 - 1 | Toyota Queenseis  | 25-19, 21-25, 27-25, 25-15        |
| 20ª giornata - 23 febbraio 2014 ?, ? | NEC Red Rockets  | 3 - 0 | Okayama Seagulls  | 26-24, 30-28, 25-17               |
| 21ª giornata - 1º marzo 2014 ?, ?    | Okayama Seagulls | 3 - 2 | Pioneer Red Wings | 25-13, 25-17, 20-25, 14-25, 15-6  |

##### 4º turno
| 22ª giornata - 2 marzo 2014 ?, ?  | Okayama Seagulls | 2 - 3 | JT Marvelous      | 25-23, 23-25, 25-21, 18-25, 13-15 |
| 23ª giornata - 8 marzo 2014 ?, ?  | Okayama Seagulls | 3 - 1 | Toyota Queenseis  | 25-23, 20-25, 25-22, 25-20        |
| 24ª giornata - 9 marzo 2014 ?, ?  | Okayama Seagulls | 0 - 3 | Hisamitsu Springs | 19-25, 19-25, 14-25               |
| 25ª giornata - 15 marzo 2014 ?, ? | Hitachi Rivale   | 1 - 3 | Okayama Seagulls  | 28-26, 23-25, 19-25, 20-25        |
| 26ª giornata - 16 marzo 2014 ?, ? | Okayama Seagulls | 3 - 2 | Pioneer Red Wings | 22-25, 26-28, 28-26, 25-19, 18-16 |
| 27ª giornata - 21 marzo 2014 ?, ? | Toray Arrows     | 0 - 3 | Okayama Seagulls  | 19-25, 23-25, 17-25               |
| 28ª giornata - 22 marzo 2014 ?, ? | Okayama Seagulls | 1 - 3 | NEC Red Rockets   | 25-19, 16-25, 22-25, 20-25        |

##### Round-robin
| 1ª giornata - 28 marzo 2014 ?, ? | Toray Arrows      | 0 - 3 | Okayama Seagulls | 22-25, 17-25, 20-25        |
| 2ª giornata - 29 marzo 2014 ?, ? | Okayama Seagulls  | 1 - 3 | Toyota Queenseis | 21-25, 25-15, 20-25, 24-26 |
| 3ª giornata - 30 marzo 2014 ?, ? | Hisamitsu Springs | 0 - 3 | Okayama Seagulls | 20-25, 17-25, 23-25        |

##### Finale 1º posto
| Gara unica - 12 aprile 2014 ?, ? | Okayama Seagulls | 1 - 3 | Hisamitsu Springs | 18-25, 14-25, 25-20, 15-25 |

### Coppa dell'Imperatrice

#### Fase ad eliminazione diretta
| Secondo turno - 12 dicembre 2013 Tokyo Metropolitan Gymnasium, Tokyo    | Okayama Seagulls  | 3 - 1 | NIFS             | 19-25, 25-20, 25-22, 25-20       |
| Quarti di finale - 13 dicembre 2013 Tokyo Metropolitan Gymnasium, Tokyo | Okayama Seagulls  | 3 - 0 | JT Marvelous     | 25-18, 25-18, 26-24              |
| Semifinale - 14 dicembre 2013 Tokyo Metropolitan Gymnasium, Tokyo       | Okayama Seagulls  | 3 - 2 | Toray Arrows     | 22-25, 21-25, 26-24, 25-11, 15-4 |
| Finale - 15 dicembre 2013 Tokyo Metropolitan Gymnasium, Tokyo           | Hisamitsu Springs | 3 - 0 | Okayama Seagulls | 25-22, 26-24, 25-16              |

### Torneo Kurowashiki

#### Fase ad gironi
| Gara ? - ? maggio 2014 ?, ? | Pioneer Red Wings | 3 - 1 | Okayama Seagulls      |  |
| Gara ? - ? maggio 2014 ?, ? | Okayama Seagulls  | 3 - 0 | Kurobe AquaFairies    |  |
| Gara ? - ? maggio 2014 ?, ? | Okayama Seagulls  | 3 - 0 | Aoyama Gakuin Daigaku |  |

#### Fase ad eliminazione diretta
| Quarti di finale - 4 maggio 2014 Osaka Prefectural Gymnasium, Osaka | Toray Arrows | 3 - 2 | Okayama Seagulls | 25-20, 14-25, 25-16, 22-25, 15-13 |

## Statistiche

### Statistiche di squadra
| Competizione           | Punti | In casa | In casa | In casa | In trasferta | In trasferta | In trasferta | Campo neutro | Campo neutro | Campo neutro | Totale | Totale | Totale |
| Competizione           | Punti | G       | V       | P       | G            | V            | P            | G            | V            | P            | G      | V      | P      |
| ---------------------- | ----- | ------- | ------- | ------- | ------------ | ------------ | ------------ | ------------ | ------------ | ------------ | ------ | ------ | ------ |
| V.Premier League       | 34    | ?       | ?       | ?       | ?            | ?            | ?            | ?            | ?            | ?            | 32     | 19     | 13     |
| Coppa dell'Imperatrice | -     | -       | -       | -       | -            | -            | -            | 4            | 3            | 1            | 4      | 3      | 1      |
| Torneo Kurowashiki     | -     | -       | -       | -       | -            | -            | -            | 4            | 2            | 2            | 4      | 2      | 2      |
| Totale                 | -     | ?       | ?       | ?       | ?            | ?            | ?            | 8            | 5            | 3            | 40     | 24     | 16     |

G = partite giocate; V = partite vinte; P = partite perse

### Statistiche dei giocatori
| M. Fukuda    | 32 | 264 | 233 | 26 | 5  | Statistiche assenti | Statistiche assenti | Statistiche assenti |
| N. Horiguchi | 6  | 0   | 0   | 0  | 0  | Statistiche assenti | Statistiche assenti | Statistiche assenti |
| J. Kanamori  | ?  | ?   | ?   | ?  | ?  | Statistiche assenti | Statistiche assenti | Statistiche assenti |
| A. Kawabata  | 32 | 411 | 376 | 22 | 13 | Statistiche assenti | Statistiche assenti | Statistiche assenti |
| A. Kawashima | 32 | 196 | 148 | 37 | 11 | Statistiche assenti | Statistiche assenti | Statistiche assenti |
| M. Kitamura  | 3  | 0   | 0   | 0  | 0  | Statistiche assenti | Statistiche assenti | Statistiche assenti |
| A. Kobayashi | ?  | ?   | ?   | ?  | ?  | Statistiche assenti | Statistiche assenti | Statistiche assenti |
| M. Kurihara  | ?  | ?   | ?   | ?  | ?  | Statistiche assenti | Statistiche assenti | Statistiche assenti |
| A. Kurokawa  | ?  | ?   | ?   | ?  | ?  | Statistiche assenti | Statistiche assenti | Statistiche assenti |
| A. Maruyama  | 32 | 0   | 0   | 0  | 0  | Statistiche assenti | Statistiche assenti | Statistiche assenti |
| H. Miyashita | 32 | 83  | 24  | 49 | 10 | Statistiche assenti | Statistiche assenti | Statistiche assenti |
| Y. Morita    | 6  | 0   | 0   | 0  | 0  | Statistiche assenti | Statistiche assenti | Statistiche assenti |
| N. Murata    | 23 | 46  | 43  | 1  | 4  | Statistiche assenti | Statistiche assenti | Statistiche assenti |
| M. Sasaki    | 32 | 263 | 238 | 17 | 8  | Statistiche assenti | Statistiche assenti | Statistiche assenti |
| Y. Sasaki    | 32 | 219 | 181 | 28 | 10 | Statistiche assenti | Statistiche assenti | Statistiche assenti |
| R. Seki      | 32 | 187 | 119 | 51 | 17 | Statistiche assenti | Statistiche assenti | Statistiche assenti |
| M. Takeda    | 6  | 0   | 0   | 0  | 0  | Statistiche assenti | Statistiche assenti | Statistiche assenti |
| R. Urabe     | 32 | 5   | 4   | 0  | 4  | Statistiche assenti | Statistiche assenti | Statistiche assenti |
| M. Yamaguchi | 32 | 319 | 269 | 48 | 2  | Statistiche assenti | Statistiche assenti | Statistiche assenti |
| M. Yoshida   | 32 | 7   | 7   | 0  | 0  | Statistiche assenti | Statistiche assenti | Statistiche assenti |

P = presenze; PT = punti totali; AV = attacchi vincenti; MV = muri vincenti; BV = battute vincenti